# Achaearanea hirta
Achaearanea hirta är en spindelart som först beskrevs av Władysław Taczanowski 1873.  Achaearanea hirta ingår i släktet Achaearanea och familjen klotspindlar. Inga underarter finns listade i Catalogue of Life.